# Antonio Escalante
Antonio Escalante (Hermosillo, Sonora, 15 de diciembre de 1835 - Estación Torres, Sonora, 13 de febrero de 1897) Gobernador del Estado de Sonora. Nació en la ciudad de Hermosillo el 15 de diciembre de 1835 y durante muchos años se dedicó a las labores del campo, permaneciendo alejado de las actividades políticas. En 1867 fue comisionado por el gobierno local par levantar una investigación sobre las personas que habían servido al Imperio en el Estado. Electo vicegobernador constitucional del Estado para el bienio de 1881 a 1883, en noviembre del primer año asumió el cargo de tesorero general y al iniciarse la pugna política entre el gobernador Carlos Rodrigo Ortiz Retes y el General José Guillermo Carbó, jefe de la Zona Militar, se puso de parte del primero; se le expidió despacho de coronel de la Guardia Nacional y se le nombró jefe de Estado Mayor de la 1.ª. Brigada. Con motivo de la renuncia del titular asumió el Poder Ejecutivo el 30 de octubre de 1882; estimó apasionados los considerandos de la ley de facultades extraordinarias propuesta por su antecesor, pidió la derogación de esta y dio satisfacción a la autoridad militar por los cargos que se le habían hecho durante el conflicto mencionado. Licenció las fuerzas de Guardia Nacional, renunció al Gobierno el 24 de noviembre siguiente y se retiró a la vida privada. Falleció en Estación Torres el 13 de febrero de 1897.